# Крок (князь)

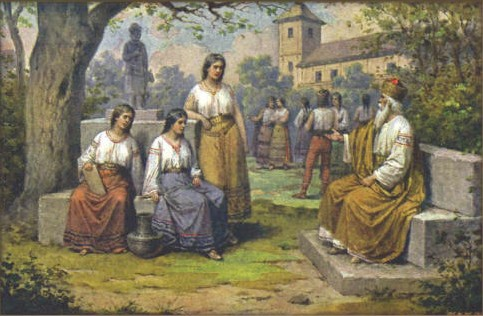
Крок зі своїми доньками. Полотно роботи Йозефа Матгауза

Крок — легендарний чеський князь. У хроніках Козьми Празького розповідається, що Крок був наступником Чеха-Богемуса, вправним і мудрим володарем. Козьма пише, що він заснував славне місто і назвав його своїм іменем, але до його, Козьми, часів те місто не збереглось.
За легендою Крок заснував Прагу. Проте, це лише почасти відповідає істині. Близько 670 року Крок заснував місто на високій скелі на правому березі Влтави, і назвав його Вишеград. Тепер це частина Праги, тут збереглася стара фортеця.
Крок мав три доньки:

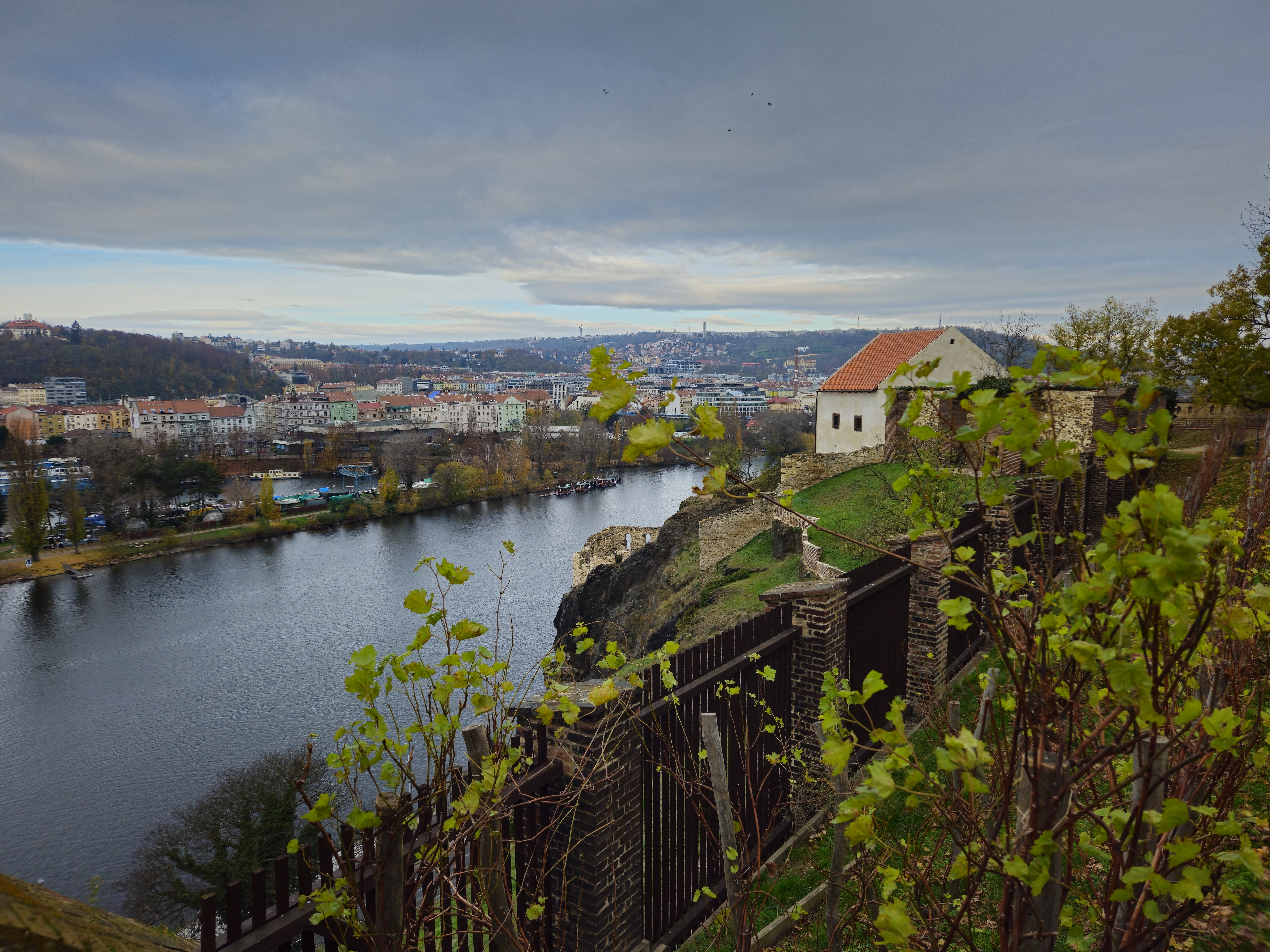
Вишеградська скеля

- Казі була знаною знахаркою, вміло лікувала травами, мешкала в Казіні.
- Тета - ця княжна запровадила релігію на землях свого батька, жила в Тетіні.
- Любуша - була наймолодшою, славилась своїм розумом. По смерті батька правила чехами, одружилась із Пржемислом Орачем і разом з ним заснувала династію Пржемисловичів, сиділа в Любушині.

Вацлав Гаєк вирахував дату смерті Крока - близько 709 року, а Ян Длугош ототожнив чеського Крока із польським Краком. Також ім'я цього князя виводять із кельтського Crocco. Чеський автор Францішек Палацький стверджує, що Крок був пов'язаний із Само і міг бути його сподвижником.